# بوم‌شناسی میان‌کشندی

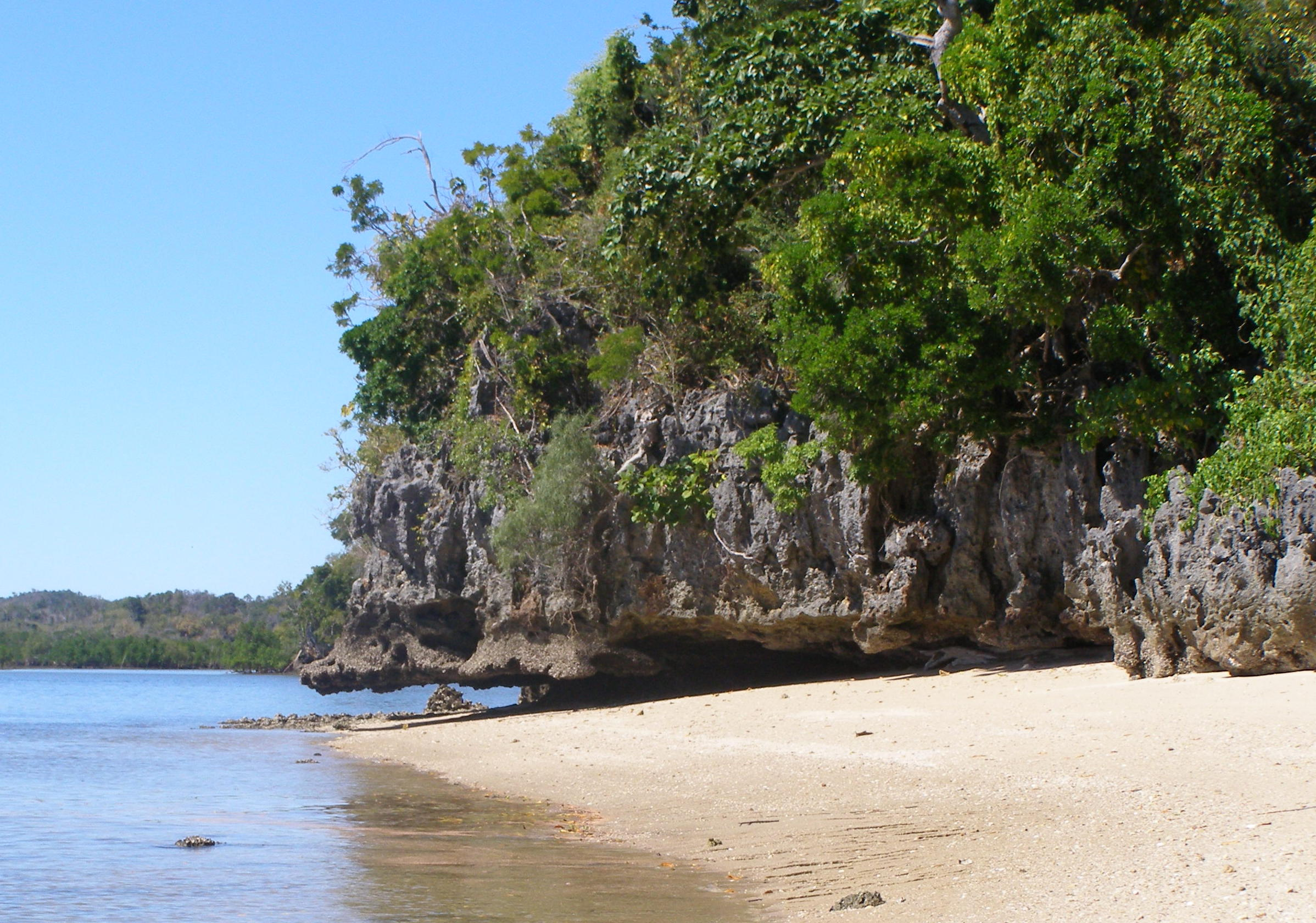
جنگل آنجاوی روی صخره‌های تسینگی که در اقیانوس هند قرار دارند.

بوم‌شناسی میان‌کشندی یا بوم‌شناسی جزرومدی (به انگلیسی: Intertidal ecology)، مطالعه بوم‌سازگان‌های جزرومدی است که در آن جانداران زنده بین خطوط جزر و مد کم و بیش زندگی می‌کنند. در فروکشند، میان‌کشندی در معرض دید است، در حالی که در فراکشند، میان‌کشندی در زیر آب است؛ بنابراین بوم‌شناسان جزرومدی برهم‌کنش میان جانداران جزر و مدی و محیط آنها و همچنین بین گونه‌های مختلف جانداران جزر و مدی را در یک جامعه جزرومدی خاص مطالعه می‌کنند. مهم‌ترین برهم‌کنش‌های محیطی و گونه‌ای ممکن است بر اساس نوع جامعه جزرومدی مورد مطالعه متفاوت باشد، گسترده‌ترین طبقه‌بندی‌ها بر اساس بسترها - سواحل سنگی و جوامع با کف نرم هستند.

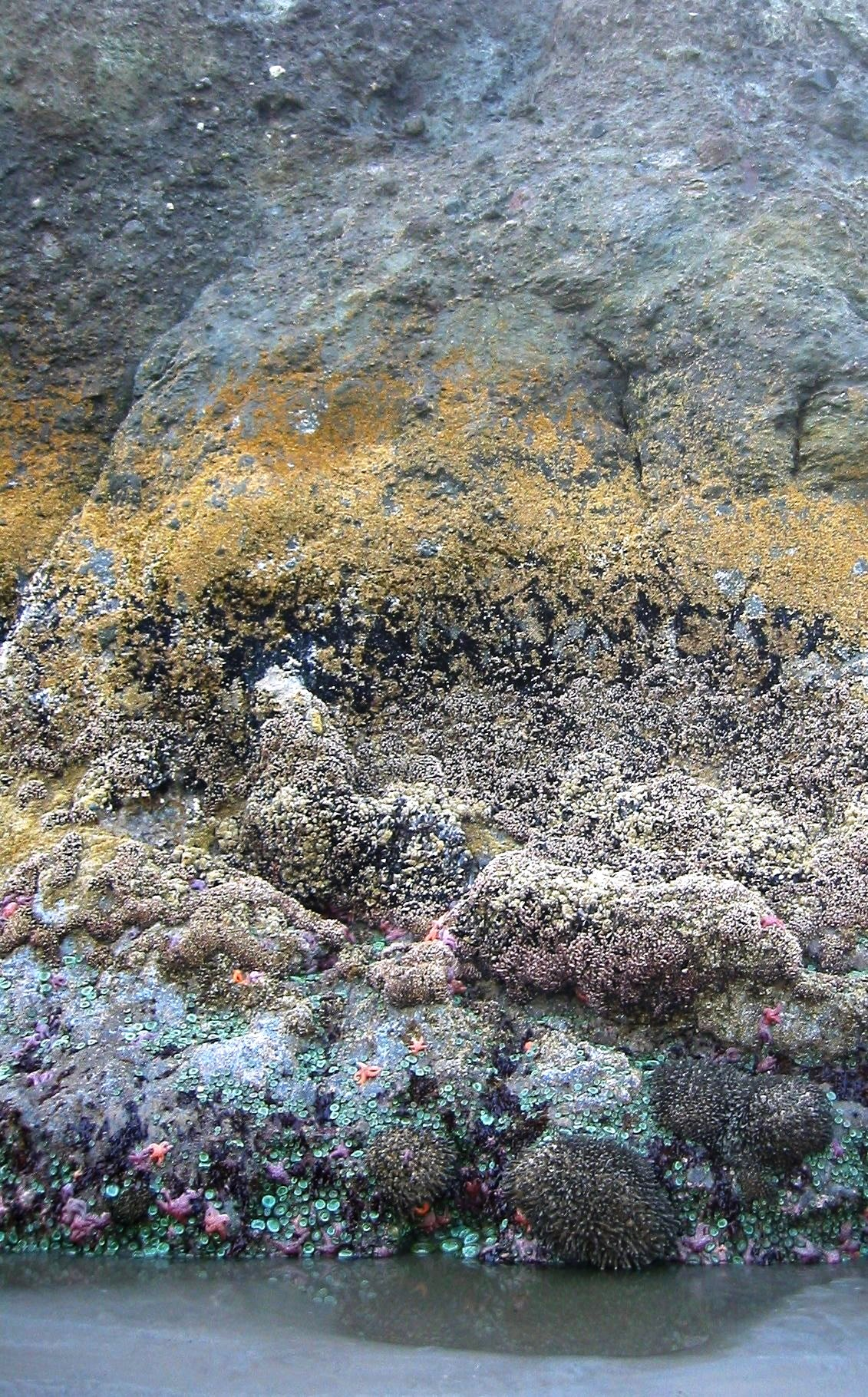
صخره‌ای که در کشند پایین دیده می‌شود و پهنه‌بندی میان‌کشندی نمادین را نشان می‌دهد.